# Crotalaria impressa
Crotalaria impressa là một loài thực vật có hoa trong họ Đậu. Loài này được Walp. miêu tả khoa học đầu tiên.